# Nikon D40x
La D40x es una cámara réflex de Nikon que se diferencia de la versión anterior, la Nikon D40, en tener una resolución de 10.1 megapixeles, un sensor de imagen que va desde ISO 100 a ISO 3200 y la posibilidad de tomar hasta tres fotos por segundo.